# Піщанська волость (Полтавський повіт)
Піщанська волость — адміністративно-територіальна одиниця Полтавського повіту Полтавської губернії з центром у селі Піщане.
Станом на 1885 рік — складалася з 21 поселень, 3 сільських громад. Населення 5800 — осіб (2984 осіб чоловічої статі та 2916 — жіночої), 948 дворових господарств.

Старшинами волості були:
- 1900—1904 роках селянин Ферапонт Григорович Шубенко[2],[3];
- 1913—1915 роках селянин Єлисей Іванович Гончаренко[4],[5].